# Devamachohalli, Bangalore South
Devamachohalli là một làng thuộc tehsil Bangalore South, huyện Bangalore Urban, bang Karnataka, Ấn Độ.